# Ács Ágoston
Ács Ágoston, Ascher (Budapest, 1889. június 25. – Budapest, 1947. július 23.) festő- és ötvösművész, szobrász.
A két világháború közötti időszak egyik legnagyobb, legtöbbet alkotott életkép festője. Jellegzetes falusi témáit, vonásait, ecsetkezelését, színalkalmazásait fel lehet ismerni. Képei eljutottak Magyarországon túlra is. Keresett piktor a komolyabb képaukciókon, úgy Magyarországon, mint külföldön.

## Életrajz
Ascher Antal és Beck Katalin fiaként született. Ötvösséggel kezdett el foglalkozni, de ezt egészségügyi okokból abba kellett hagynia, ekkor kezdett el a festészettel behatóbban foglalkozni. Tanulmányait az Iparművészeti Főiskolában végezte Hibján Samu és Gróh István tanítványaként. Többször volt kiállítása a Műcsarnokban. 1913. június 28-án Budapesten feleségül vette Hetényi Margit Katalint. 1919. január 21-én újra megnősült, Petz Máriával kötött házasságot Budapesten. Halálát szívizom elfajulás okozta.

## Festményei
- Varró asszonyok
- Paraszt életkép
- Beszélgetők az udvaron
- Délutáni szieszta az udvaron
- Délutáni tere-fere
- Falusi udvaron
- Hazafelé
- Körmenet
- Lányok a napfényes tornácon

## Képgaléria

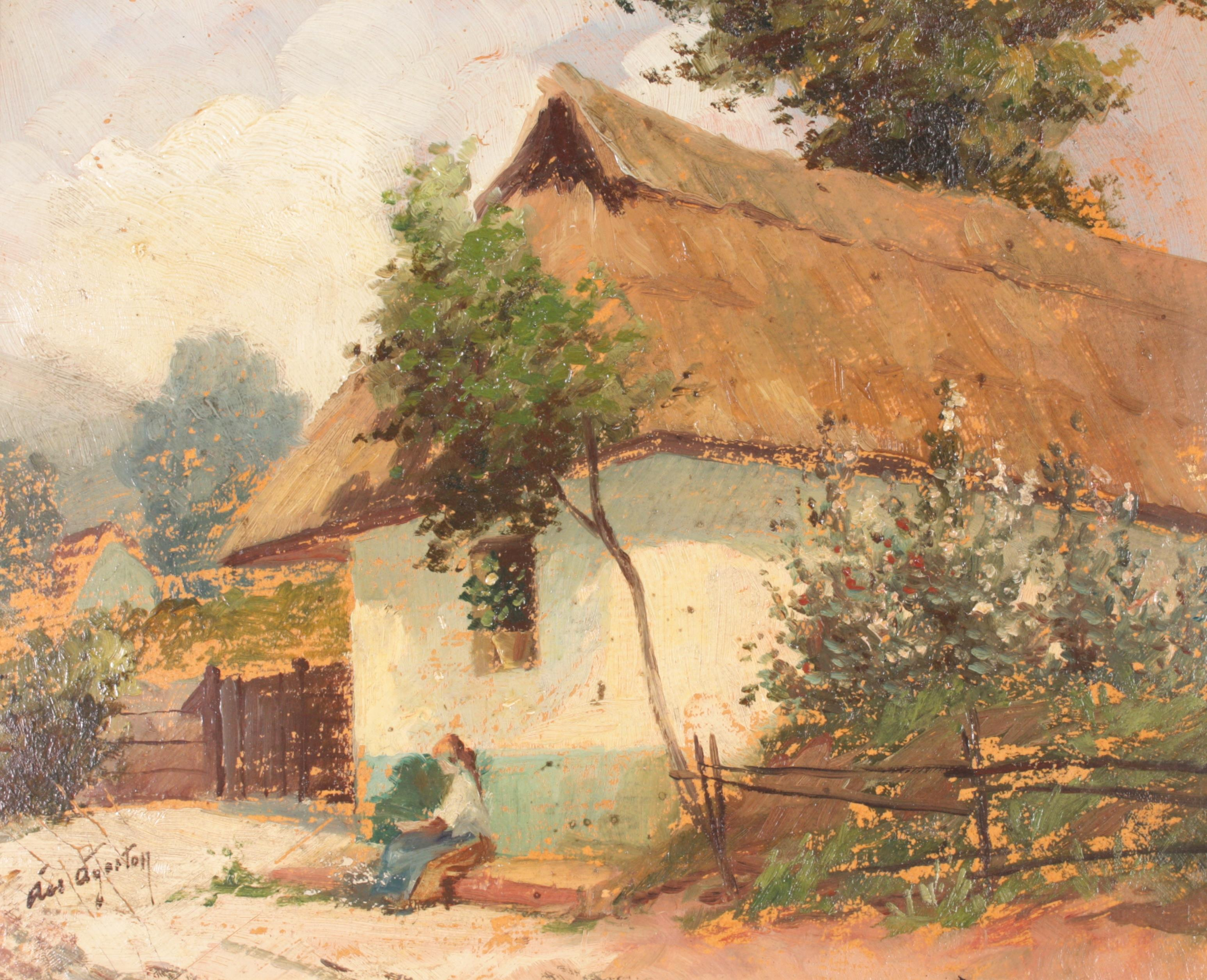
Magyar parasztház
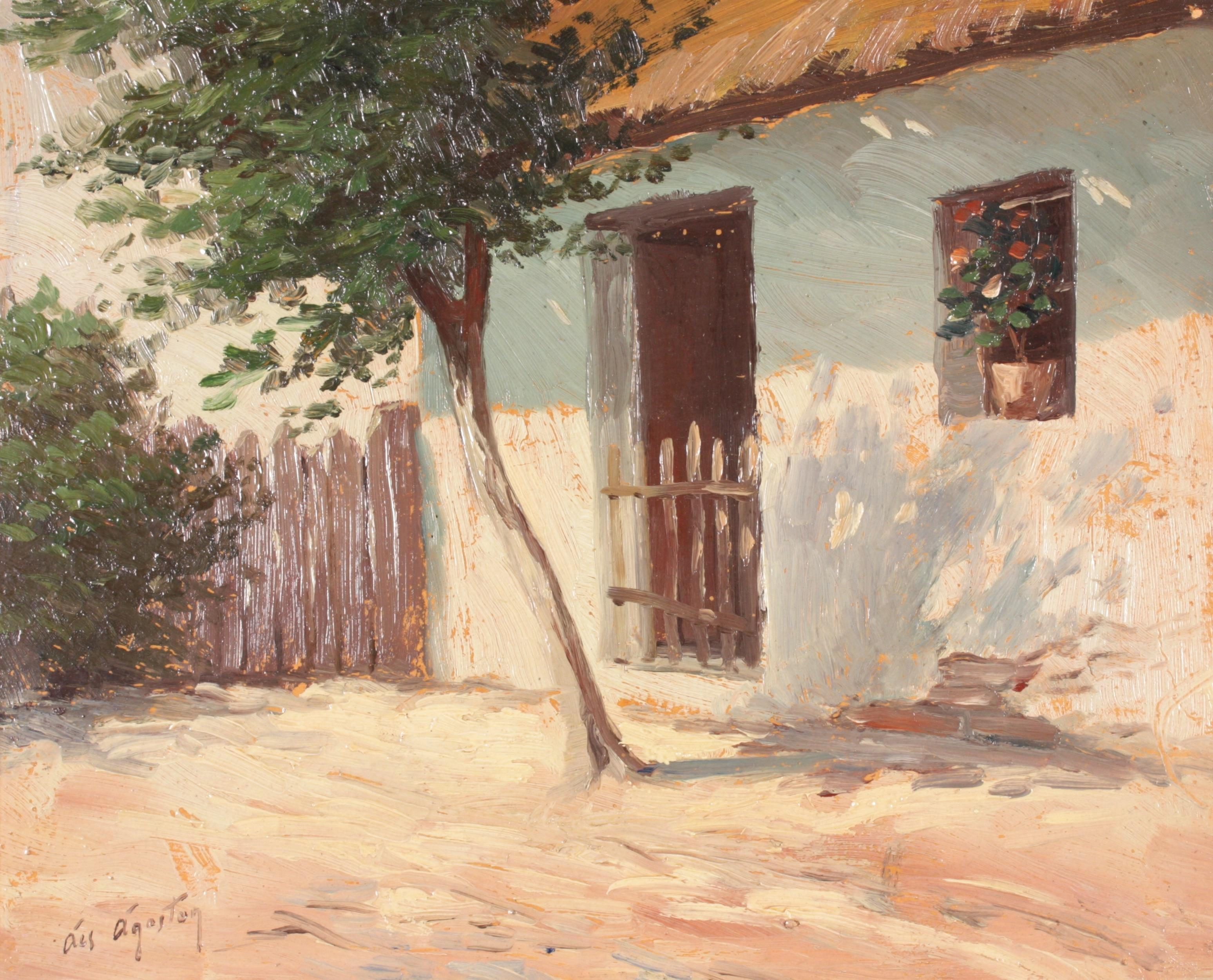
A tanyán
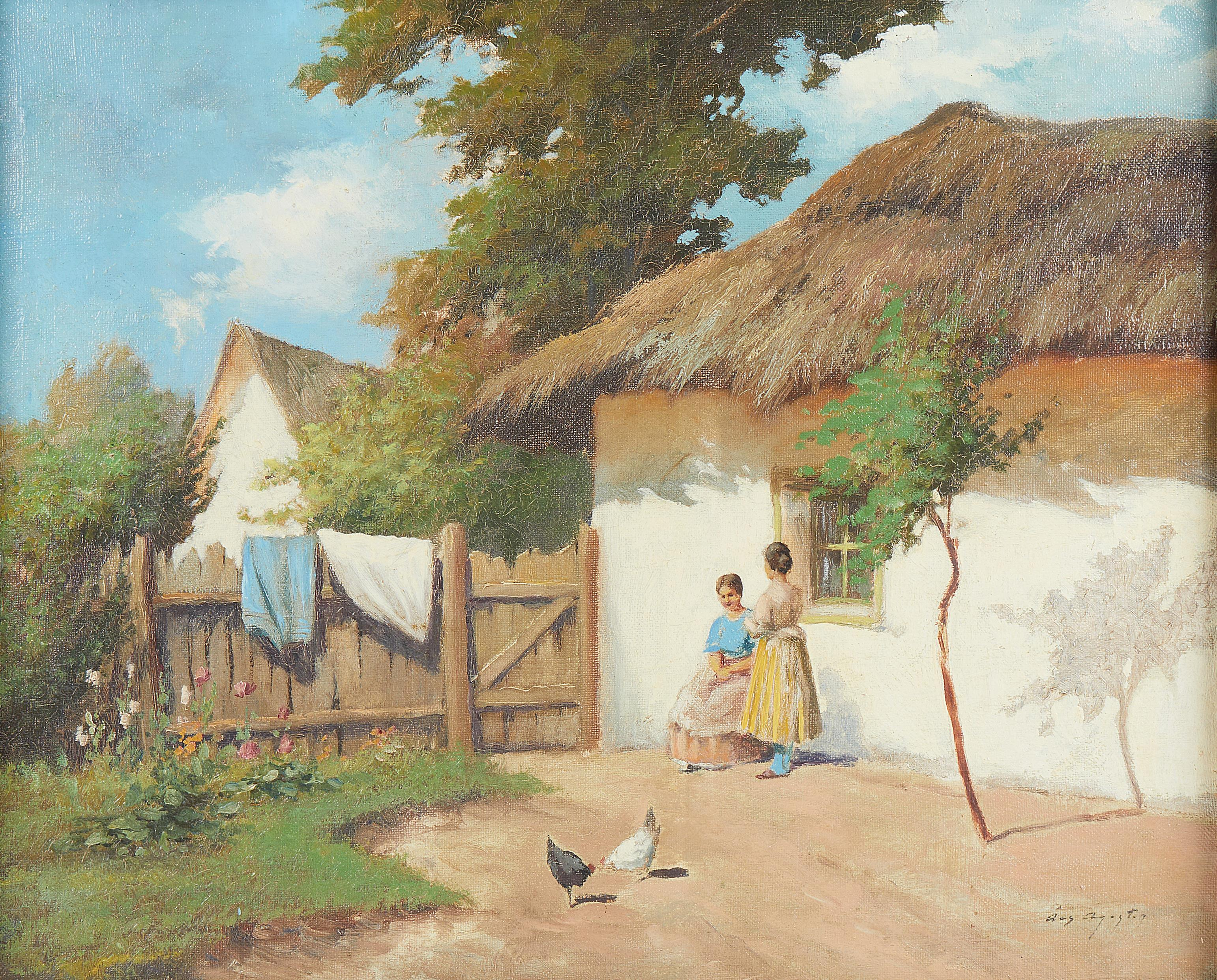
Magyar udvar